# 肯青根
肯青根（德語：Kenzingen，發音：[ˈkɛntsɪŋən] ⓘ）是德国巴登-符腾堡州弗赖堡行政区埃门丁根县的城市，面积36.93平方千米，2023年12月31日人口为11,071人。